# Кашин, Николай Иванович (врач)
Никола́й Ива́нович Ка́шин (26 марта (7 апреля) 1825, село Старые Кельцы, Скопинский уезд, Рязанская губерния, Российская империя — 6 (18) апреля 1872, Иркутск, Российская империя) — российский врач, этнограф, доктор медицины, автор приоритетных научных исследований, посвящённых краевой патологии Восточной Сибири, вопросам бальнеологии, медицинской географии, общественной гигиены и народной медицины.

## Биография
Родился 26 марта 1825 года в селе Старые Кельцы Скопинского уезда Рязанской губернии (ныне Скопинского района Рязанской области) в семье старшего фельдшера. В 1837—1845 годах учился в Рязанской гимназии, затем поступил на медицинский факультет Московского университета, который успешно окончил в 1851 году, получив медицинское образование.
Военным министерством был направлен в Восточную Сибирь. На протяжении 7 лет Н. И. Кашин служил в станице Олочи лекарем 1-й пешей бригады Забайкальского казачьего войска. Одновременно с 1852 года он заведовал Нерчинским главным военным госпиталем. Изучая жизнь и быт населения Восточной Сибири, Н. И. Кашин столкнулся с высокой смертностью, заболеваемостью и антисанитарией. Там он занялся изучением местных болезней, флоры, диалектных особенностей речи приаргунских казаков, а также сбором материала по этнографии, народной медицине и статистике.
13 августа 1856 года определением Совета Московского университета Н. И. Кашин был утверждён в степени лекаря и звании уездного врача, а 22 января 1857 года переведён в Иркутск, где занял должность младшего ординатора военного госпиталя. Одновременно со своей основной работой преподавал в Иркутской духовной семинарии медицину и французский язык. В 1859 году Н. И. Кашин утверждён на 2 года исполняющим обязанности главного лекаря Иркутского военного госпиталя. В том же году впервые в Иркутске Кашин прочитал цикл лекций о медицине, при этом на одной из них произвёл публичное вскрытие трупа.
В 1861 году Николай Иванович Кашин поступил в ординатуру при Московском военном госпитале. Будучи в ординатуре, в 1862 году он защитил докторскую диссертацию «О пузырчатых глистах, или гидатидах (hydatides), в разных органах человеческого тела» и 14 мая 1862 года получил степень доктора медицины, а ровно через два месяца — звание инспектора врачебной управы. На этой должности он проработал в Иркутске до самого ухода в отставку.
Н. И. Кашин умер 6 апреля 1872 года в Иркутске на 48-м году жизни. Похоронен на Иерусалимском кладбище.

## Вклад в науку
Уровская болезнь
В 1856 году Николай Иванович Кашин описал так называемую уровскую болезнь, которую он впервые наблюдал в долине реки Уров. Это эндемический деформирующий остеоартроз — очень медленно развивающаяся болезнь, первые симптомы которой возникают обычно в возрасте 6—15 лет. Развиваются полиартикулярные симметричные деформации суставов без анкилозов; нарушения развития скелета, карликовый рост; старческий облик, «осанка обезьяны» в связи с выраженным лордозом, иногда зоб. Н. И. Кашин изучал этиологию, патогенез, клиническую симптоматику этого заболевания, а также меры лечения и профилактики. Спустя 40 лет эта болезнь была описана ещё одним русским врачом, Е. В. Беком, и приобрела ещё одно наименование — болезнь Кашина — Бека.
Эндемический зоб
Эндемический зоб в XIX веке более всего был распространён в Восточной Сибири и особенно в Иркутской губернии. Н. И. Кашин дал подробные описания Лены и её притоков, провёл эпидемиологическое исследование, проанализировал данные патологоанатомических вскрытий и показал, население каких местностей наиболее подвержено этому заболеванию. Им проанализированы все существовавшие теории этиологии зоба, подробно изложена клиническая симптоматика, предложена классификация. Лучшей мерой борьбы с эндемическим зобом Кашин считал выселение жителей из неблагополучных районов. Он добился переселения жителей семи деревень из долины реки Уров в более здоровую местность.
Научные работы Н. И. Кашина, касающиеся зоба в Восточной Сибири, являются единственными источниками по изучению этой эндемии и не потеряли актуальности до настоящего времени.
Санитарное просвещение
Н. И. Кашин много сил и энергии отдал борьбе за развитие санитарной культуры. В своих публикациях он отмечал тяжелейшие условия труда горнорабочих, каторжный труд в рудниках и эксплуатацию детей. Подчёркивал, что неблагоприятные жизненные условия, антисанитария, климат могут оказывать большое влияние на здоровье и жизнь местного населения, способствовать развитию уровской болезни.
В январе 1859 года прочёл цикл лекций о народной медицине, половину сбора с которых пожертвовал в пользу переселенцев на Амуре. В «Иркутских губернских ведомостях» за 1867 год Кашиным публиковались конспекты лекций о «популярной медицине», целью которых было ознакомить широкие слои населения Иркутска и в особенности отдалённых районов с элементами медицины.
Медико-топографические работы
Н. И. Кашин считал, что одной из главных задач уездных врачей должно быть составление ими медико-топографических описаний, всесторонне освещающих жизнь, быт и заболеваемость жителей данной местности. В 1864 году одним из первых он составил специальную программу для медико-топографических описаний, которая была обсуждена и принята Обществом врачей Восточной Сибири.
Вклад в бальнеологию
Большое внимание Н. И. Кашин уделял изучению минеральных источников Восточной Сибири и своей работой «Забайкальские и иркутские минеральные источники» внёс ценный вклад в российскую курортологию. Он дал описание 20 самых известных лечебных пунктов Забайкалья: Дарасунские, Туркинские, Кыру-Былыринские, Кукинские, Зюльзинские, Александровские, Погроминские, Мандаринские и др. минеральные воды, а также предложил оригинальные режимы лечения. Кашиным был приведён подробный перечень показаний и противопоказаний к пользованию минеральными водами. Тем самым он не только обобщил то малое, что имелось в литературе по вопросам бальнеологии, но и внёс свой вклад в развитие этой новой по тем временам дисциплины.
Н. И. Кашин, помимо научной, проводил большую краеведческую работу. Вместе с политическим ссыльным зоологом А. Валецким он собирал естественно-научные коллекции.
Организаторская деятельность
В 1850—1860-х годах Н. И. Кашин активно участвовал в создании и работе Общества врачей Восточной Сибири в городе Иркутске — одного из первых провинциальных медицинских обществ в России (фактически возникло в 1858, официально зарегистрировано в 1863 году). За годы его деятельности Н. И. Кашиным было сделано 26 сообщений, среди которых: «Грипп, эпидемически свирепствовавший в 1858 году между бурятами», «Ещё сведения о зобе», «Программа для медико-топографических описаний», «Зоб и кретинизм вне и в пределах России, в особенности в Приленской долине и по другим местностям Иркутской губернии» и др.
Н. И. Кашин являлся членом-учредителем Общества врачей Восточной Сибири, членом-корреспондентом Физико-медицинского общества при Московском университете, действительным членом Императорского русского географического общества, Московского общества сельского хозяйства, членом Общества русских врачей в Москве, С.-Петербурге, Русского бальнеологического общества в Пятигорске, действительным членом Комитета акклиматизации животных и растений при Московском обществе сельского хозяйства и Российского общества любителей садоводства.

## Основные работы Н. И. Кашина
Н. И. Кашин является автором 90 научных работ, посвящённых, главным образом, Восточной Сибири и Забайкалью. К основным из них относятся следующие:
- Зоб и кретинизм в Нерчинском округе // Вестник Русского Географического Общества. — 1857. — Ч. 29. — Кн. 1
- Зоб и кретинизм вне и в пределах России, в особенности в Приленской долине и по др. местностям Иркутской губернии // Протоколы Об-ва врачей Восточной Сибири. — 1868-69, 1 (отд. изд. Иркутск, 1871)
- Взгляд на сельское хозяйство жителей Приаргунского края // Сельский Хозяин. — 1861. — Апрель.
- Описание эндемических и других болезней, господствующих по реке Урову // Протоколы Физико-Медицинского общества при Моск. Ун-те. — 1959. — 3 января. — С. 26
- Сведения о распространении зоба и кретинизма России // Моск. мед. газета. — 1861. — С. 39-51
- Зоб и кретинизм вне и в пределах России в особенности в при-Ленской долине и по другим местностям Иркутской губернии. — Иркутск, 1871.
- Эндемические болезни по р. Уров (1856).
- Празднества и забавы приаргунцев.
- Домашние средства, употребляемые жителями Приаргунского края при лечении болезней, и народные врачи приаргунцев.
- Свадебные обычаи приаргунцев.

## Награды
- ордена Святой Анны 1-й и 2-й степени
- две Серебряные медали Императорского русского географического общества за географические, этнографические и исторические работы по изучению Восточной Сибири (1860 и 1865)